# Rob Bartlett
Rob Bartlett, né le 18 mai 1957 à Brooklyn (New York), est un acteur et animateur de radio américain.